# 주포역
주포역(Jupo station, 周浦驛)은 충청남도 보령시 주포면 봉당리에 있는 장항선의 신호장이다.

## 역명 유래
1914년 행정구역 변경시에 26개 동리와 장척면의 7개동리와 목충면의 14개 동리, 오천군 천동면의 산수동 일부를 병합하여 옛날에 포구였다는 구전과 한쪽 서해안이 갯가라는데 연유하여 주포면이라 한데서 비롯하였다.

## 연혁
- 1929년 12월 1일 : 보통역 등급의 보령역(保寧驛)으로 영업 개시[1]
- 1933년 1월 1일 : 주포역(周浦驛)으로 역명 변경
- 1990년 1월 1일 : 수소화물 취급중지[2]
- 1990년 6월 1일 : 무연탄화물도착취급역 지정[3]
- 1997년 10월 30일 : 역사 신축
- 1998년 12월 1일 : 장항선 전구간 비둘기호 운행중단
- 2004년 4월 1일 : 장항선 통일호 운행중단
- 2004년 9월 1일 : 화물취급 중지[4]
- 2007년 6월 1일 : 여객 취급 중지
- 2007년 12월 30일 : 신호장으로 격하

## 역 주변
- 아주자동차대학교